# Euphrosyne Parepa-Rosa
Euphrosyne Parepa de Boyesku dite Euphrosine Parepa-Rosa, née le 7 mai 1836 à Édimbourg et morte le 21 janvier 1874 à Londres, est une soprano britannique qui a créé la Compagnie d'opéra Carl-Rosa (en), avec son mari Carl Rosa.

## Biographie

### Famille
Euphrosine Parepa est née à Édimbourg en Écosse, sa mère est la soprano Elizabeth Seguin, sœur de la basse Arthur Edward Seguin, et son père, Démétrius Parepa, Baron Georgiades de Boyescu, Boyard de Valachie et de Moldavie (en), de Bucarest. Son père meurt quand Parepa est encore bébé, laissant sa jeune mère dans la pauvreté.
Le père de Parepa est un boyard, baron valaque, mort peu après sa naissance, sa mère se tourne vers la scène pour subvenir à leurs besoins. Parepa fait ses débuts à l'opéra en 1855, à l'âge de 16 ans, et rapidement reçoit des critiques enthousiastes dans les opéras du Grand Londres. En 1867, Parosa, veuve d'un premier mariage, se remarie avec le violoniste et chef d'orchestre Carl Rosa à New York qui fonde une compagnie d'opéra avec Parepa comme Prima donna; ils font avec succès une tournée en Amérique pendant plusieurs années. Après leur retour en Grande-Bretagne avec des projets ambitieux pour leur compagnie, Parepa tombe malade et meurt en 1874, à seulement 37 ans.

### Jeunesse et début de carrière
La mère de Parepa se tourne vers la scène pour subvenir à leurs besoins et forme elle-même sa fille au chant. Ses débuts à l'opéra ont lieu en 1855, à l'âge de 16 ans, à Malte, dans le rôle d'Amina dans La sonnambula, suivi par des engagements en Italie, en Espagne et au Portugal. Elle donne sa première représentation à Londres au Lyceum Theatre, dans le rôle d'Elvira dans I puritani, avec la compagnie du Royal Opera House, avec laquelle elle passe la saison 1857,. Le critique de The Observer écrit : « Parepa possède une voix de soprano d'excellente qualité et d'une remarquable étendue. Elle joue et chante bien. Sa version de Son vergine vezzosa a suscité les applaudissements finaux et les rappels, et... [après le final], elle a de nouveau était rappelée pour... Qui la voce... qui est correctement et brillamment exécuté; et l'artiste a de nouveau été rappelée pour un retour sur scène pour recevoir l'hommage du public ». En août 1858, elle joue Camille dans Zampa après la réouverture de Covent Garden, et pendant plusieurs années, elle continue à chanter avec succès dans ce théâtre et au Her Majesty's Theatre.
À partir de 1859 jusqu'en 1865, elle apparaît sur scène à la fois à Royal Opera House à Covent Garden et au Her Majesty's Theatre, devenant connue pour des rôles tels que Leonora dans Il trovatore, Zerlina dans Fra Diavolo et Elvira dans La Muette de Portici. Pendant ce temps, elle participe à plusieurs créations, dans le rôle titre de Victorine d'Alfred Mellon (en), en 1859, La Reine Topaze dans l'opéra éponyme de Victor Massé en 1860 et le rôle de Mabel dans Helvellyn de George Alexander Macfarren en 1864. Elle est également une soliste, à succès, d'oratorio et de concert, en demande constante en Grande-Bretagne et au-delà. Elle chante avec Charles Santley (en) à l'ouverture du Oxford Music Hall (en) en 1861, apparaît devant le Royal Philharmonic Society dans le Paradis et la Péri de Schumann, participe au renouveau anglais de la musique de Haendel au 19e siècle, chantant dans les Haendel festivals de 1862 et 1865, et en Allemagne,.

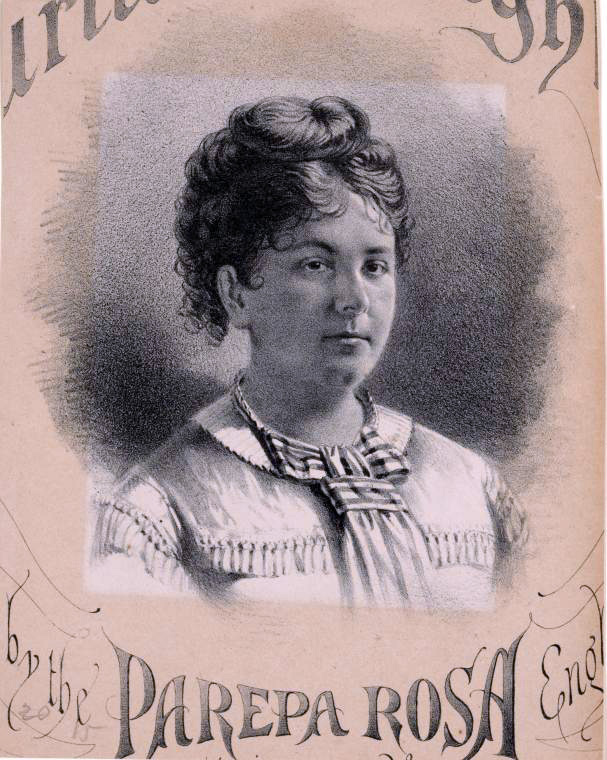
Euphrosine Parepa-Rosa.

### Mariages et dernières années

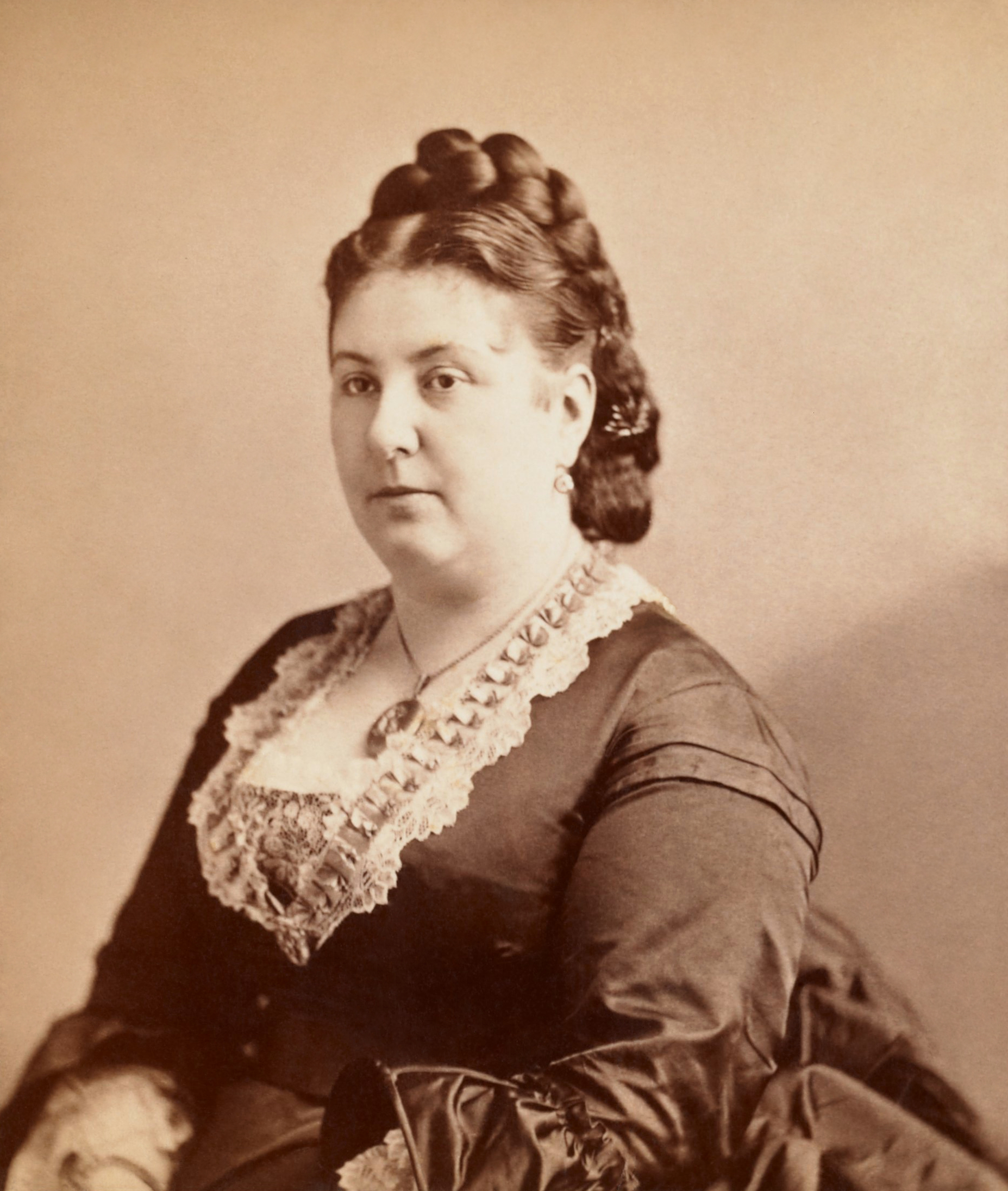
Euphrosyne Parepa-Rosa entre 1869 et 1874. Photographie conservée au Minneapolis Institute of Art.

Son premier mari, le capitaine de l'armée Henry de Wolfe Carvell, est mort au Pérou en 1865, seize mois après leur mariage. Elle voyage aux États-Unis en 1865, avec le cornettiste Levy et le violoniste Carl Rosa, elle épouse ce dernier dans la Ville de New York en 1867. Ensemble, ils ont rapidement fondé la Parepa-Rosa English Opera Company, dans laquelle elle est première soprano, elle devient populaire, et ils introduisent l'opéra en plusieurs endroits en Amérique qui n'avait eu de scène avant. Ils ont ouvert le théâtre français Fourteenth Street Theatre sur la 14e rue, à New York, en septembre 1869 avec une représentation de l'opéra de Balfe, The Puritan's Daughter, avec Parepa chantant le rôle-titre. La tournée suivante dans les États de l'Est et du Midwest, comprend un répertoire varié allant de La Bohémienne et Maritana à Der Freischütz de Weber et Oberon. En 1870, La Parepa-Rosa Opera Company revient en Grande-Bretagne, puis apparaît dans l'opéra italien au Caire, suivie d'un retour en Amérique pour une autre tournée à succès en 1871-72. En 1872, Parepa chante à la Fête de la musique de la Basse-Rhénanie (de) de Düsseldorf, et ils retournent ensuite à Londres, où elle chante le rôle de Donna Anna dans Don Giovanni et le rôle-titre de Norma au Royal Opera House,. En septembre 1873, la compagnie change son nom en Carl Rosa Opera Company tandis que Parepa est enceinte.
Parepa meurt de maladie à Londres, à l'âge de 37 ans, alors qu'elle se prépare à chanter Elsa dans une version anglaise de Lohengrin de Wagner dans le cadre de la saison prévue par son mari au Théâtre de Drury Lane. Elle est enterrée au cimetière de Highgate. Après sa mort, Rosa annule la saison et crée la bourse Parepa-Rosa à la Royal Academy of Music en sa mémoire.

## Renommée

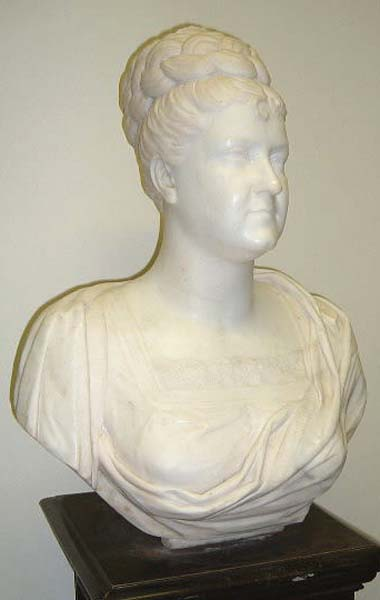
Buste de Parepa-Rosa à l'Académie royale de musique.

Le critique William Winter écrit : « les grandes puissances vocales ont rarement trouvé une expression aussi ample et touchante que celles de Parepa-Rosa dans le premier acte de Norma... Un de ses meilleurs succès a été dans le rôle de Rosina dans Le Barbier de Séville... pour indiquer la polyvalence de son talent et l'étendue et la rigueur de sa culture ». Sa nécrologie dans Illustrated London News affirme que « Sa voix était celle d'une véritable soprano, d'une grande étendue et d'une grande qualité, tandis que son exécution était hautement cultivée et ses connaissances musicales générales lui procuraient des avantages exceptionnels, à la fois mécanique et intellectuels ».
Ses réalisations ont été reconnues par la Philharmonic Society of London, actuelle Royal Philharmonic Society, par la récompense, rare, de la médaille d'or en 1872.